# Міддлтаун (округ Орандж, Нью-Йорк)
Міддлтаун (англ. Middletown) — місто (англ. city) в США, в окрузі Орандж штату Нью-Йорк. Населення — 30 345 осіб (2020).

## Географія
Міддлтаун розташований за координатами 41°26′42″ пн. ш. 74°25′25″ зх. д. / 41.44500° пн. ш. 74.42361° зх. д. (41.444922, -74.423573).  За даними Бюро перепису населення США в 2010 році місто мало площу 13,21 км², з яких 13,15 км² — суходіл та 0,07 км² — водойми.

## Демографія
Згідно з переписом 2010 року, у місті мешкало 28 086 осіб у 9976 домогосподарствах у складі 6448 родин. Густота населення становила 2126 осіб/км².  Було 10866 помешкань (822/км²).
Расовий склад населення:
| - 52,4 % — білих - 21,0 % — чорних або афроамериканців - 1,9 % — азіатів - 0,8 % — корінних американців - 18,6 % — осіб інших рас |

До двох чи більше рас належало 5,3 %. Частка іспаномовних становила 39,7 % від усіх жителів.
За віковим діапазоном населення розподілялося таким чином: 27,3 % — особи молодші 18 років, 62,1 % — особи у віці 18—64 років, 10,6 % — особи у віці 65 років та старші. Медіана віку мешканця становила 33,7 року. На 100 осіб жіночої статі у місті припадало 95,6 чоловіків;  на 100 жінок у віці від 18 років та старших — 92,5 чоловіків також старших 18 років.
Середній дохід на одне домашнє господарство  становив 61 374 долари США (медіана — 50 441), а середній дохід на одну сім'ю — 70 315 доларів (медіана — 60 440). Медіана доходів становила 40 267 доларів для чоловіків та 38 008 доларів для жінок. За межею бідності перебувало 19,6 % осіб, у тому числі 30,7 % дітей у віці до 18 років та 8,9 % осіб у віці 65 років та старших.
Цивільне працевлаштоване населення становило 12 921 особа. Основні галузі зайнятості: освіта, охорона здоров'я та соціальна допомога — 24,6 %, роздрібна торгівля — 13,5 %, мистецтво, розваги та відпочинок — 13,0 %.